# Westmanland
Westmanland és una població dels Estats Units a l'estat de Maine (EUA). Segons el cens del 2000 tenia 71 habitants.

## Demografia
Segons el cens del 2000, Westmanland tenia 71 habitants, 33 habitatges, i 17 famílies. La densitat de població era de 0,8 habitants/km². que en 2010 havien baixat a 62 habitants, 31 habitatges, i 10 famílies.
En 2000, la renda mediana per habitatge era de 30.750 $ i la renda mediana per família de 33.750 $ i la renda per capita de la població era de 13.551 $. Entorn del 15% de les famílies i el 8,3% de la població estaven per davall del llindar de pobresa.